# Hauntología

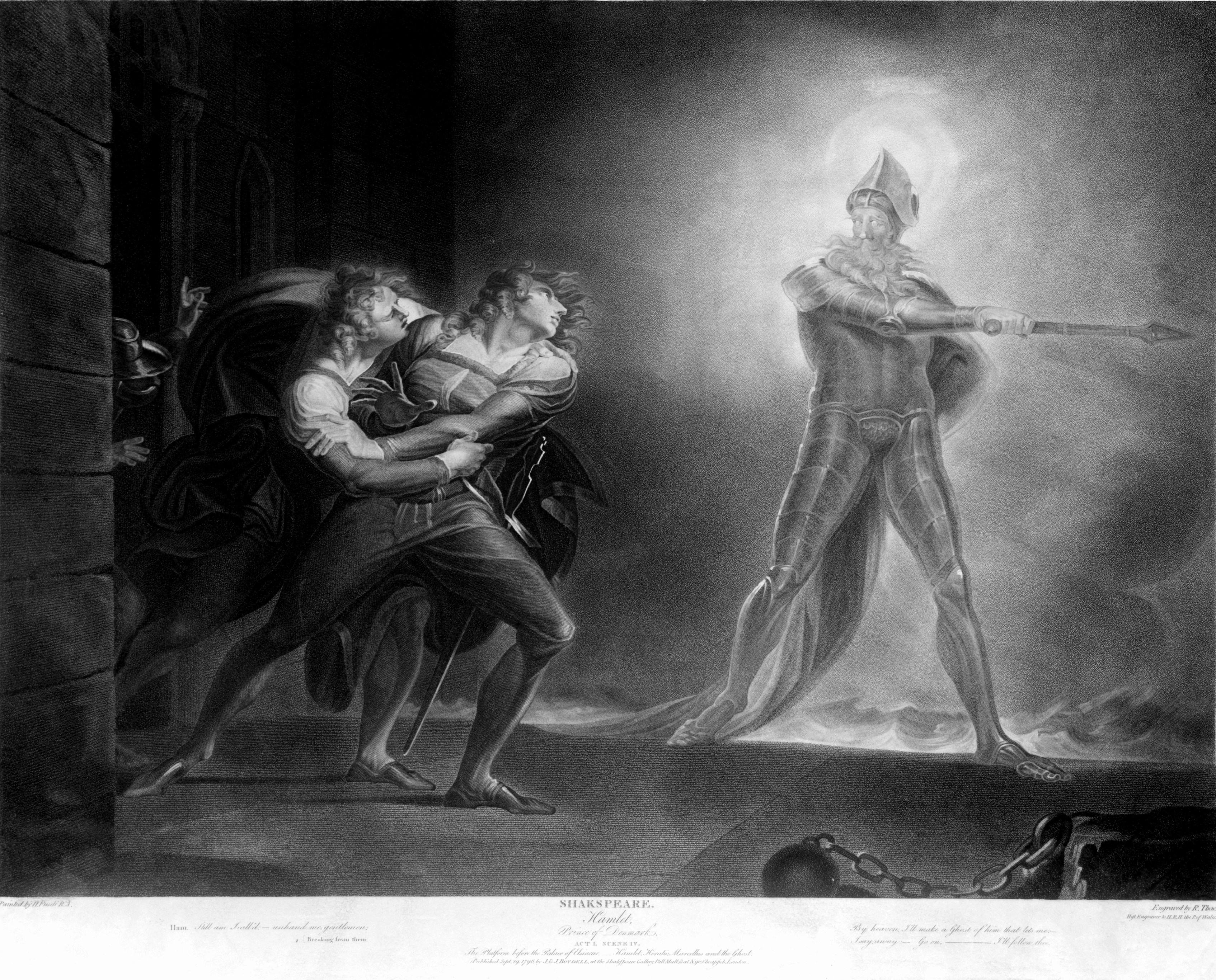
Hamlet, Príncipe de Dinamarca, Acto I, Escena IV, obra visual autoría de Henry Fuseli. Se representan a Hamlet, Horacio, Marcellus y el Fantasma, en la plataforma ante el Palacio de Elsinor.

La hauntología, fantología o espectrología es un concepto acuñado por el filósofo Jacques Derrida en su libro de 1993 Espectros de Marx. El término designa «el carácter espectral de ideologías del pasado —como el marxismo— cuya ambigüedad ontológica ronda de manera persistente en el presente bajo la forma de los fantasmas intangibles del mundo contemporáneo». El filósofo Martin Hägglund lo ha definido como un concepto «[contrapuesto] a la ontología tradicional que piensa al ser en términos de una presencia idéntica a sí misma. Lo importante sobre la figura del espectro es que no puede estar completamente presente: no es un ser en sí mismo pero señala una relación con lo que ya no es más o con lo que todavía no es». El filósofo y crítico Mark Fisher se ha referido a la hauntología como el concepto que recoge «el hecho de que nada goza de una existencia positiva. Todo lo que existe es posible únicamente sobre la base de una serie de ausencias, que lo preceden, lo rodean y le permiten poseer consistencia e inteligibilidad».
El concepto se deriva del método deconstructivo de Derrida, en el que cualquier intento de localizar el origen de la identidad o de la historia debe encontrarse inevitablemente condicionado por un conjunto siempre ya existente de reglas lingüísticas o condiciones.
Esta palabra es la traducción literal del neologismo de origen francés, hantologie, formado originariamente por las palabras hanté (encantado, fantasmal, espectral)  y ontologie (ontología) , traducida al inglés como hauntology y adaptada español como «fantología», «espectrología», y más recientemente, «hauntología». 

En la versión española de Espectros de Marx, los traductores José Miguel Alarcón y Cristina de Peretti hacen la siguiente aclaración sobre el neologismo francés hantologie y las dificultades para traducirlo de una manera adecuada que de cuenta de todas sus implicaciones (su traducción del término, en este libro, es «fantología»): 
Expresiones como «encantado/a», «encantar», «encantamiento» —que, por otra parte, se usan en el texto con otros fines— o «embrujado», «embrujar», «embrujo» no cubren suficientemente el alcance de hanter, hanté(e), hantise. Hanter —Derrida insiste en ello continuamente— es el modo de habitar de los espectros. Por otro lado, hanter viene a traducir también el umgehen del Manifiesto y el es spukt de Marx y de Freud, no lo olvidemos. Entre los múltiples sentidos de umgehen no se encuentra ninguno de los que admitiría una traducción canónica y literal de hanter. Ahora bien, «obsesión», que traduciría hantise, se define normalmente como: «(de obsidio) relativo al asedio...». Asediar es una forma de «estar» en un lugar sin «ocuparlo»: uno de los sentidos del umgehen transitivo (uso militar: rodear una posición). De ahí la elección, tal vez algo audaz, de «asediar», «asedio», «asediado» para hanter, hantise, hanté(e).
En la década de 2000, el término en inglés (hauntology) se difundió más allá del ámbito académico al ser adoptado por los críticos refiriéndose con él a las paradojas que tienen lugar en la modernidad tardía, particularmente el persistente reciclaje de la estética retro y la incapacidad de la cultura contemporánea para escapar de las viejas formas sociales. Críticos como Mark Fisher y Simon Reynolds han empleado el término para describir el arte preocupado por esta disyuntiva temporal y definido por una "nostalgia por los futuros perdidos."

## Orígenes y definición
La hauntología tiene sus raíces en el libro de Derrida sobre Karl Marx Espectros de Marx, concretamente en la proclama de que «un fantasma recorre Europa, el fantasma del comunismo» en El Manifiesto Comunista. Derrida también echa mano de la obra de Shakespeare Hamlet, concretamente, al citar una frase puesta en boca del protagonista de la obra: «el tiempo está fuera de quicio». Los trabajos previos a la deconstrucción por parte de Derrida, los desarrollados alrededor de los conceptos de traza y différance en concreto, sirven como base para la formulación de su hauntología, fundamentalmente, afirmando que no hay un punto temporal de origen puro, sino solo un «siempre ya ausente presente».  Peter Buse y Andrew Scott, discutiendo la noción derridiana de hauntología, explican: 
Los fantasmas llegan del pasado y aparecen en el presente. Sin embargo, no se puede decir correctamente que el fantasma pertenezca al pasado. . . . ¿Entonces la persona "histórica" que se identifica con el fantasma pertenece correctamente al presente? Seguramente no, ya que la idea de volver de la muerte fractura todas las concepciones tradicionales de la temporalidad. La temporalidad a la que están sujetos los fantasmas es, por lo tanto, paradójica, ya que a la vez 'regresan' y hacen su debut como aparición. Derrida se ha congratulado de llamar a este doble movimiento de retorno e inauguración "hauntología", una invención que sugiere un no origen diferido espectralmente dentro de términos metafísicos básicos como historia e identidad. . . . Esta idea también alimenta el conocido debate sobre el origen del lenguaje en De Grammatología, donde . . . cualquier intento de aislar el origen de la lengua va a encontrar que su primer momento depende ya de un sistema de diferencias lingüísticas que se han instalado antes del momento 'originario'.

## Aplicaciones críticas
La escritura de Derrida en Espectros está marcada por una preocupación por la "muerte" del comunismo después de la caída de la Unión Soviética en 1991, en particular después de que teóricos como Francis Fukuyama afirmaran que el capitalismo había triunfado de manera concluyente sobre otros sistemas político-económicos y que había llegado el "fin de la historia". Inspirándose en las omnipresentes imágenes fantasmales en la escritura de Marx, de Espectros se ha dicho que gira alrededor de la siguiente pregunta, "si el comunismo siempre fue fantasmal, ¿que quiere decir que ahora está muerto?"
Escritores contemporáneos como el teórico Mark Fisher han empleado el concepto de hauntología específicamente para describir el sentimiento de que la cultura contemporánea está atormentada por los "futuros perdidos" de la modernidad que supuestamente fueron cancelados por la posmodernidad y el neoliberalismo. La hauntología ha sido descrita como un "anhelo de un futuro que nunca llegó;" en contraste con la nostalgia y el revivalismo que dominan la posmodernidad, el arte y la cultura hauntológicos se caracterizan por un enfoque crítico de las disyunciones histórica y metafísica de la cultura capitalista contemporánea, así como por una "negativa a renunciar al deseo de futuro". Fisher y otros han llamado la atención sobre el cambio hacia las economías post-Fordistas a finales de la década de 1970, las cuales, según Fisher, "han privado gradual y sistemáticamente a los artistas de los recursos necesarios para producir lo nuevo". La hauntología se ha utilizado como una lente crítica en diversas disciplinas y formulaciones teóricas, incluyendo la música, la teoría política, la arquitectura, el afrofuturismo y el psicoanálisis.

## Música
El concepto de hauntología de Derrida se aplica especialmente a un estilo musical del siglo XXI que explora ideas relacionadas con la disyunción temporal, el retrofuturismo, la memoria cultural y la persistencia del pasado. La hauntología a menudo implica el sampleo de fuentes de sonido "espectrales" más antiguas para evocar una memoria cultural más profunda. Los puntos de referencia comunes en la música hauntológica incluyen sintetizadores analógicos vintage y cintas de casete, bancos de sonidos, viejos programas de ciencia ficción y terror pulp (incluyendo las bandas sonoras del Taller Radiofónico de la BBC), música concreta y sonidos encontrados, dub y psicodelia inglesa, y películas informativas públicas de los años 70. Un elemento común es el poner en primer primer plano el ruido de la superficie de grabación, incluyendo el crujido y el silbido de vinilo y cinta, llamando así la atención sobre la descomposición del propio medio.
Entre los artistas relacionados con la hauntología encontramos miembros del sello británico Ghost Box (como Belbury Poly, The Focus Group y the Advisory Circle), el productor londinense de dubstep, Burial, y músicos avant-garde como The Caretaker (músico), William Basinski, Philip Jeck, Janek Schaefer, Aux Luna, Lofield Fox, Aseptic Void, Moon Wiring Club y Mordant Music. Como pioneros de este movimiento podemos considerar a Portishead, Boards of Canada o Position Normal. Otros grupos británicos que se pueden incluir en esta lista son The Real Tuesday Weld y Grasscut.
Según Mark Fisher, el movimiento hauntológico representa "la confrontación [de la música electrónica contemporánea] con un estancamiento cultural: el fracaso del futuro". La música hauntológica se identifica con la cultura británica, y ha sido descrita como un intento de evocar la "nostalgia de un futuro que nunca llegó a tener lugar, con una visión de una Gran Bretaña extraña, alternativa, formada a partir del reordenamiento de la denegación del período de posguerra". El periodista musical Simon Reynolds lo describió como un intento de construir una "utopía perdida" que hunde sus raíces en las visiones de un benévolo post-estado del bienestar.
El Pop hipnagógico se describe como un «primo» estadounidense de la hauntología y es también conocido por su compromiso con las nociones de nostalgia y memoria cultural. Los dos estilos se asemejan a "ficciones sonoras o falsificaciones intencionadas, creando recuerdos a medias de cosas que nunca existieron, evocando la naturaleza imprecisa de la propia memoria".